# Gefleckter Brennnesselrüssler

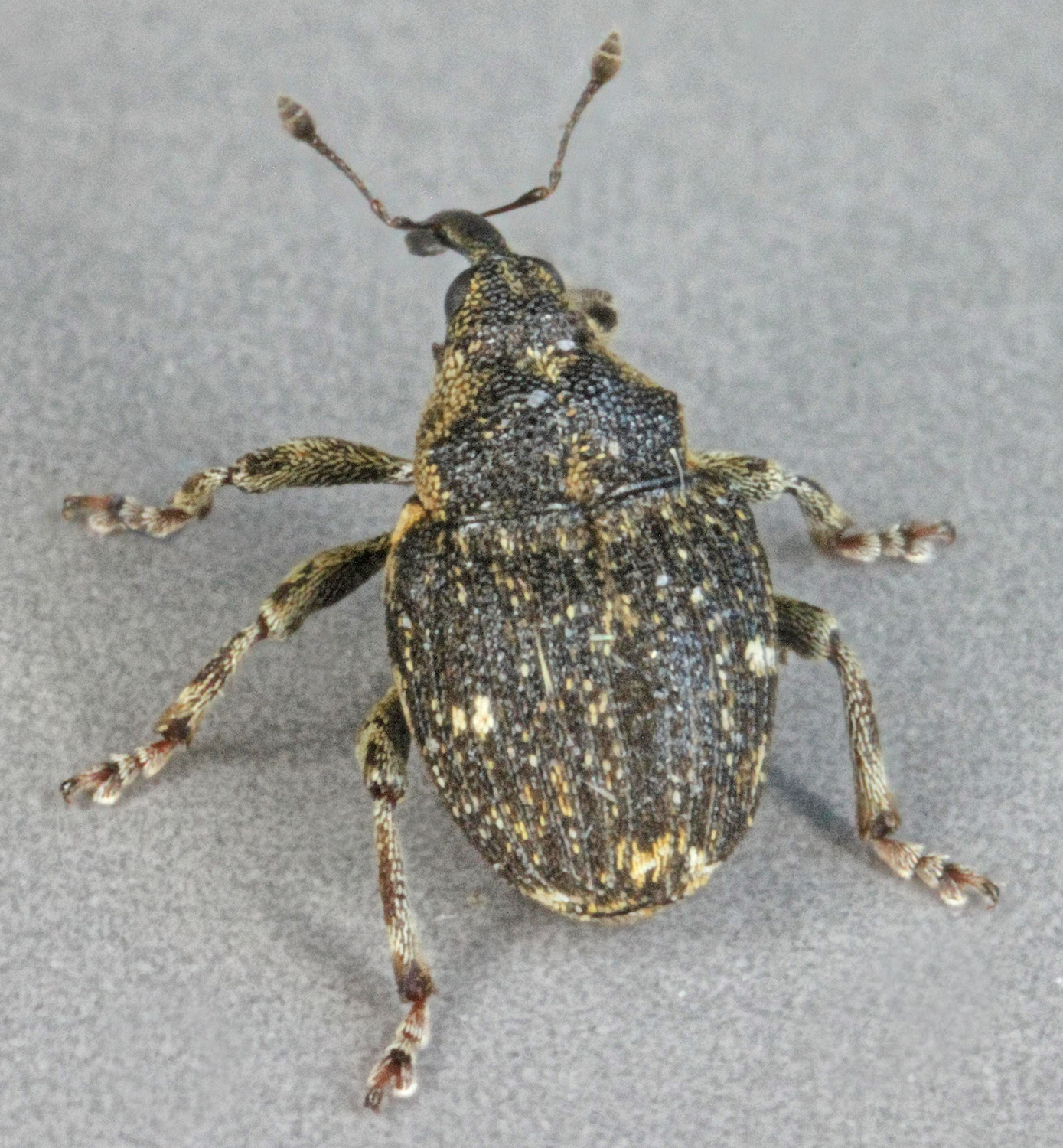

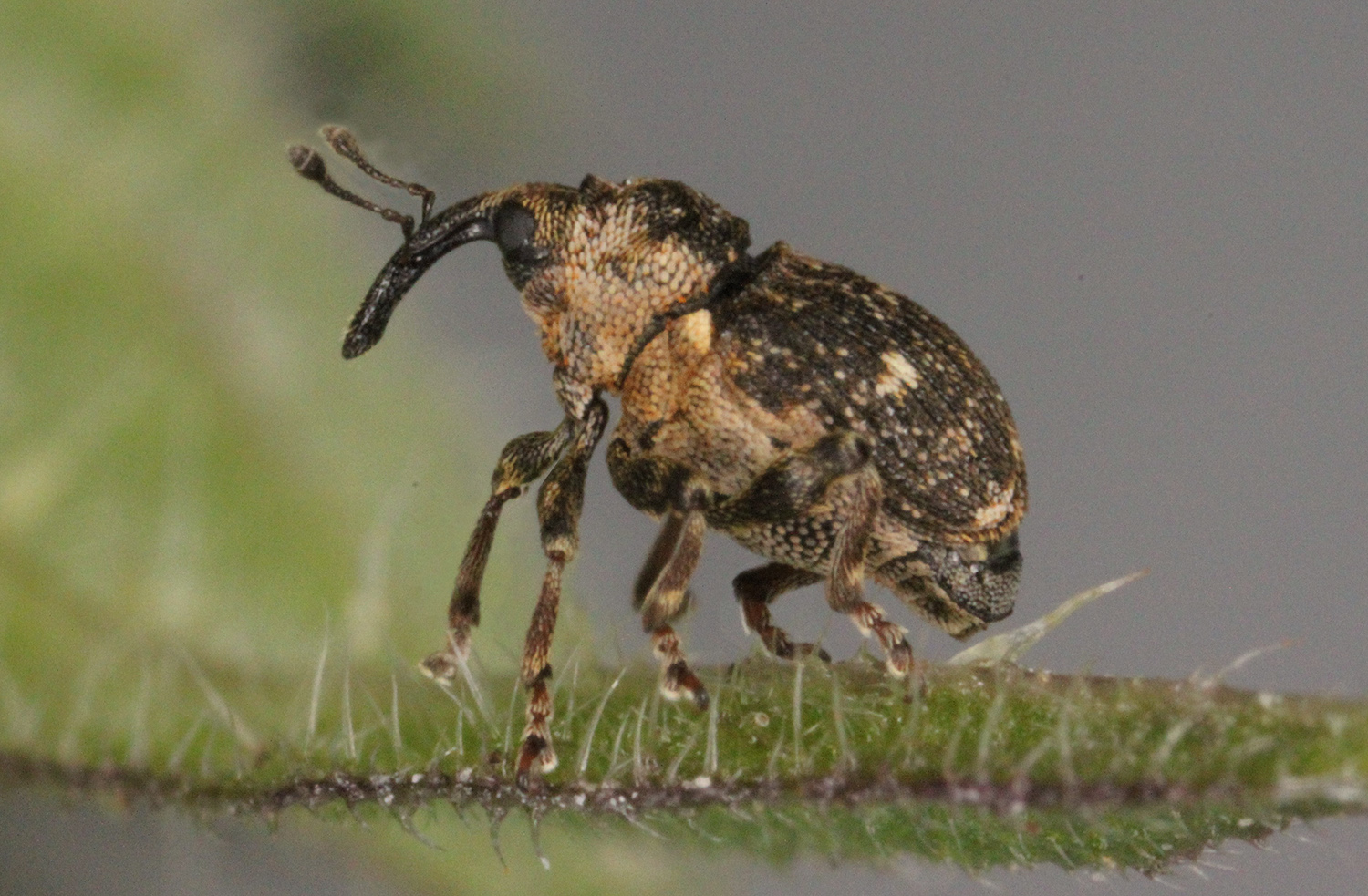

Der Gefleckte Brennnesselrüssler (Nedyus quadrimaculatus) ist ein Käfer aus der  Familie der Rüsselkäfer. Das lateinische Art-Epitheton quadrimaculatus bedeutet „vierfleckig“.

## Merkmale
Die Käfer sind 2,6–3,2 mm lang. Sie besitzen eine rundliche Gestalt und sind auf der Oberseite schwarz gefärbt. Die Fühler, Tibien und Tarsen sind rostrot, die Ventralseite ist weiß beschuppt. Auf den Flügeldecken befinden sich zahlreiche helle Schuppen, die den Käfern eine individuelle Musterung verleihen. Gewöhnlich befindet sich jeweils ein heller Fleck auf halber Länge seitlich, an der Basis auf halber Breite sowie ein heller Fleck an der Flügeldeckennaht unweit der Basis. Im hinteren Drittel ist häufig eine helle Querbinde undeutlich erkennbar. Sie können wegen der Zeichnung bei oberflächlicher Betrachtung beispielsweise mit Arten der Gattung Mogulones verwechselt werden, die jedoch an Raublattgewächsen leben.

## Verbreitung
Die Art ist in Europa fast überall verbreitet. Im Süden reicht das Vorkommen bis nach Nordafrika, im Osten bis in den Nahen Osten, nach Sibirien und Zentralasien. In Mitteleuropa gehört der Gefleckte Brennnesselrüssler zu den häufigsten Rüsselkäfer-Arten. Man findet ihn in den Alpen bis in der subalpinen Höhenstufe.

## Lebensweise
Die Käfer beobachtet man von April bis September. Die Wirtspflanze der Käferart bildet die Große Brennnessel (Urtica diocia). Es wird als weitere Wirtspflanze noch die Kleine Brennnessel (Urtica urens) genannt. Die ausgewachsenen Käfer fressen an den Blättern und Blüten der Wirtspflanzen. Die Weibchen legen ihre Eier an deren Wurzeln ab. Die geschlüpften Larven ernähren sich von den Wurzeln und verpuppen sich ab Juli im Erdreich. Die Imagines der neuen Generation erscheinen im Juli und August und überwintern später im Boden.

## Gefährdung
Die Art gilt in Deutschland als ungefährdet.

## Taxonomie
Die Art wurde von Carl von Linné im Jahr 1758 als Curculio quadrimaculatus erstbeschrieben. Sie ist die einzige Art der Gattung in Europa. In der Literatur findet man folgende weitere Synonyme:
- Cidnorhinus quadrimaculatus (Linnaeus) Thomson, 1865
- Curculio aculeatus Gmelin, 1790
- Curculio albofasciatus Goeze, 1777
- Curculio albopunctatus Goeze, 1777
- Curculio albopunctatus Gmelin, 1790
- Curculio bipunctatus Gmelin, 1790
- Curculio bipunctulatus Turton, 1800
- Coeliodes cruralis Rey, 1895
- Curculio didymus Fabricius, 1781